# 里齐科尼
里齐科尼（義大利語：Rizziconi），是意大利雷焦卡拉布里亚省的一个市镇。总面积39.72平方公里，人口8016人，人口密度201.8人/平方公里（2009年）。ISTAT代码为080065。